# 一﨟職狩場棟上
『一﨟職狩場棟上』（いちろうしょくかりばのむねあげ）は歌舞伎・浄瑠璃の外題。通称『柱建曾我』、『新柱建』。河竹黙阿弥作。1890年3月、桐座にて初演。曾我十郎、曾我五郎、工藤祐経などが登場する曽我物の一つである。最近では脚色したものが『壽浅草柱建（ことほぎてはながたつどうはしらだて）』の外題で2021年1月の歌舞伎座で演じられている。